# ジョディ・ワトリー

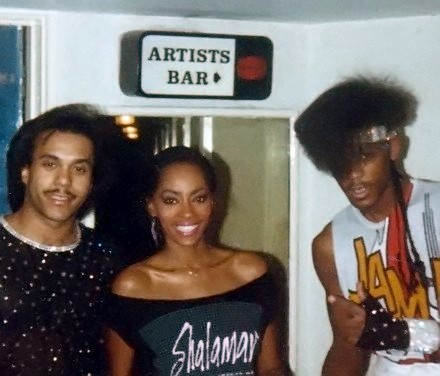
シャラマー（1983年）左から、ハワード・ヒューイット、ジョディ・ワトリー、ジェフリー・ダニエル

ジョディ・ワトリー（Jody Watley、1959年1月30日 - ）は、アメリカ合衆国イリノイ州シカゴ出身の歌手である。妹にポルノ女優のミドリがいる。
1977年から1984年まではシャラマーの一員として活躍。
1987年にソロ・デビュー・アルバム『ジョディ・ワトリー』をリリース。斬新なサウンドで一躍話題となる。シングル・カットされた「Looking for A New Love」がビルボードチャートで最高2位を記録。このアルバムから更に「Don't You Want Me」(6位)と「サム・カインド・オブ・ラヴァー」(10位) もトップ10入りし、第30回のグラミー賞で最優秀新人賞を獲得。1989年にセカンド・アルバム『ラージャー・ザン・ライフ』をリリースし、このアルバムからも3曲トップ10ヒットを放つ。
また当時としては初の全曲リミックス・アルバム『ダンス・ウィズ・ミー?』を発表し、ダンス・チャートの常連となる。それ以降も順調にアルバムを発表している。
2001年には、J-FRIENDSの「ALWAYS (A SONG FOR LOVE)」にコーラスで参加している。

## ディスコグラフィ

### スタジオ・アルバム
- 『ジョディ・ワトリー』 - Jody Watley (1987年、MCA)
- 『ラージャー・ザン・ライフ』 - Larger Than Life (1989年、MCA)
- 『アフェアズ・オブ・ザ・ハート』 - Affairs of the Heart (1991年、MCA)
- 『インティマシー』 - Intimacy (1993年、MCA)
- 『アフェクション』 - Affection (1995年、Avitone / Bellmark-Life)
- 『フラワー』 - Flower (1998年、Atlantic)
- 『ザ・サタデー・ナイト・エクスペリエンス』 - The Saturday Night Experience Volume 1 (1999年、Avitone)
- 『ミッドナイト・ラウンジ』 - Midnight Lounge (2001年、Avitone)
- The Makeover (2006年、Avitone)

### リミックス・アルバム
- 『ダンス・ウィズ・ミー?』 - You Wanna Dance with Me? (1989年、MCA)
- 『リミクセズ・オブ・ラヴ』 - Remixes of Love (1994年、MCA)

### ライブ・アルバム
- Super Hits Live (2007年、Sony BMG)

### コンピレーション・アルバム
- 『グレイテスト・ヒッツ』 - Greatest Hits (1996年、MCA)
- 20th Century Masters - The Millennium Collection: The Best of Jody Watley (2000年、MCA)